# Cydia rufipennis
Cydia rufipennis là một loài bướm đêm thuộc họ Tortricidae. Nó là loài đặc hữu của Kauai, Oahu và Maui.
Ấu trùng ăn the flowers và seeds of Acacia koa. ==Tham khảo==